# محاصره قلعه نودا
محاصره قلعه نودا (به ژاپنی: 野田城の戦い Siege of Noda Castle) (ژانویه تا فوریه ۱۵۷۳) نبردی است که بین خاندان تاکدا به رهبری تاکدا شینگن و خاندان توکوگاوا به رهبری توکوگاوا ایه‌یاسو رخ داد. این نبرد آخرین نبرد شینگن بود. او کمی پس از این نبرد درگذشت. تاکدا شینگن، یک دایمیو سنگوکو از استان کای (استان یاماناشی کنونی)، ارتش بزرگی را به سمت استان میکاوا رهبری کرد. در ماه دسامبر، او ایه‌یاسو را در نبرد میکاتاگاهارا شکست داد و هدف بعدی خود را روی قلعه نودا قرار داد.

## پس زمینه
تاکدا شینگن که از پیروزی بر توکوگاوا در نبرد میکاتاگاهارا در ولایت توتومی همسایه دلگرم شده بود، تصمیم گرفت به سمت ولایت میکاوا پیش برود و امیدوار بود مسیری به پایتخت، کیوتو باز کند. شینگن با رهبری یک نیروی سواره نظام و پیاده‌نظام مختلط متشکل از ۳۰٬۰۰۰ نفر، از ساحل شمالی دریاچه هامانا گذشت و سپس به داخل میکاوا پیشروی کرد. تقریباً ۵۰۰ مدافع قلعه نودا (ولایت میکاوا)، به فرماندهی سوگانوما سادامیچی مانع با پیشروی و حرکت او در این مسیر شدند. شینگن به قدرت خود بر پایه تعداد نیروی خود اطمینان داشت و می‌دانست که نیروهای توکوگاوا در مبارزات مختلف بیش از حد گسترش یافته بودند. علاوه بر این، نیروهای او دو سال قبل در طی یک عملیات شناسایی به راحتی قلعه نودا را تصرف کرده بودند.

### قلعه نودا
در دوره کاماکورا و دوره موروماچی، روستای سنگو یکی از مناطق مرکزی منطقه می‌نامی شیتارا بود و توسط خاندان چی آکی و تومیناگا اداره می‌شد. در دوره سنگوکو، خاندان سوگانوما قلعه نودا را ساختند و به یکی از خانواده‌های قدرتمند شرق ولایت میکاوا تبدیل شدند. این خاندان تابع پدربزرگ ایه‌یاسو، ماتسودایرا کیویاسو شد و برای ایجاد ثبات در منطقه تلاش کرد.
پس از آن، اگرچه این خاندان گاهی به خاندان ایماگاوا خدمت می‌کرد، اما به‌طور مداوم با خاندان ماتسودایرا (خانواده توکوگاوا) همکاری می‌کرد. پس از نبرد اوکه‌هازاما، زمانی که ایه‌یاسو از خاندان ایماگاوا مستقل شد، خاندان سوگانوما نیز خاندان ایماگاوا را ترک کردند و به عنوان ملازمان خانواده توکوگاوا شروع به ایفای نقش فعال کردند.
سوگانوما سادامیتسو، ارباب قلعه، هم سن ایه‌یاسو بود. اگرچه او مانند ایه‌یاسو به عنوان گروگان گرفته نشد، اما در شرایط مشابهی بزرگ شد، از جمله از دست دادن زودهنگام پدرش، و قلعه نودا، که توسط سوگانوما سادامیتسو، یک ملازم مورد اعتماد محافظت می‌شد، برای ایه‌یاسو نیز بسیار مهم بود.

## نبرد
در پایان سال، او قلعه نودا را محاصره کرد. تعداد ارتش شینگن بیش از ۲۰۰۰۰ نفر بود. از سوی دیگر، تنها ۴۰۰ سرباز در حال دفاع از قلعه نودا بودند. تفاوت قدرت نظامی به حدی بود که قلعه نودا می‌توانست در یک لحظه سقوط کند. شینگن ابتدا مقر خود را در قلعه دومکی قرار داد، زیارتگاه‌های اطراف مانند معبد سنریو-این و زیارتگاه سابق معبد چیکوبو را به آتش کشید و حمله به قلعه نودا را آغاز کرد. روحیه ارباب قلعه سوگانوما سادامیتسو و سایر سربازان محاصره شده بالا بود و در مقابل سپاه تاکدا یک وجب هم عقب‌نشینی نکردند. سوگانوما سادامیتسو بارها به‌طور تهاجمی از زمین خارج شد و باعث وحشت ارتش تاکدا شد. وقتی شینگن وضعیت را دید، گفت:
«اگر چه این قلعه کوچک است، اما سوگانوما سادامیتسو یک فرمانده نظامی مشهور در میکاوا است و همه سربازانش آماده مرگ هستند. اگر با قدرت حمله کنیم، ارتش ما صدمه بسیاری می‌بیند.»
او سپس به ملازم خود دستور داد که جویندگان طلا بیاورند و آب ذخیره قلعه را تخلیه کنند.
تفاوت در قدرت نظامی بسیار بود و ارتش تاکدا به تدریج دست برتر را به دست آورد.
ارباب قلعه، سوگانوما سادامیچی قابلیت‌های دفاعی قلعه نودا را در دو سال گذشته با عملیات خاکی اضافی و یک نرده‌های چوبی افزایش داده بود. با این حال، «کانابوری شو» شینگن (سپاه سپر، متشکل از نیروهایی با تجربه معدنکاری) به داخل خندق قلعه تونل زد، آب آن را تخلیه کرد و مدافعان را از آب آشامیدنی و همچنین دفاع اولیه خود محروم کرد.
توکوگاوا ایه‌یاسو بعداً با ۵۰۰۰ نیروی کمکی وارد شد، اما توسط ارتش تاکدا مسدود شد و نتوانست به مدافعان قلعه بپیوندد. سوگانوما سادامیچی خود در قلعه نودا سنگر گرفت و حدود یک ماه مقاومت کرد، اما در نهایت تصمیم گرفت به شرطی که جان سربازانش حفظ شود، تسلیم شود. پس از حدود یک ماه محاصره، قلعه نودا در ۱۶ فوریه تسلیم شد و ارباب قلعه، سوگانوما سادامیچی، توسط ارتش تاکدا به اسارت درآمد. بدین ترتیب قلعه نودا تسلیم شد، اما با بدتر شدن وضعیت سلامتی تاکدا شینگن، ارتش تاکدا از تهاجمات بیشتر منصرف شد و به کای بازگشت. بر طبق یک نظریه تاکدا شینگن بر اثر بیماری درگذشت و نبرد قلعه نودا به آخرین نبرد تاکدا شینگن تبدیل شد.

### نظریه تیر خوردن شینگن
نظریه‌های مختلفی در مورد علت مرگ تاکدا شینگن وجود دارد. بر طبق نظریه تیر خوردن آن آمده است که گرچه تسلیم قلعه قریب‌الوقوع بود، شینگن وقتی به قلعه نزدیک شد حفاظت و امنیت خود را نادیده گرفت و یک تک‌تیرانداز به او شلیک کرد. در زندگی‌نامه خاندان توکوگاوا «ماتسودایرا کی» (松平記 まつだいらき）) گفته می‌شود که زمانی که قلعه در جریان نبرد قلعه نودا محاصره شد، نوازنده چیره‌دستی به نام «هوکیو موراماتسو» (村松芳休) هر شب در قلعه نودا که توسط ارتش تاکدا محاصره شده بود به بالای برجک می‌رفت و فلوت می‌نواخت. می‌گویند ژنرال‌های مختلف در دو طرف جبهه صدای فلوت این استاد را شنیدند و عمیقاً تحت تأثیر قرار می‌گرفتند. نوشته شده است که تاکدا شینگن هنگام گوش دادن به آهنگ فلوت مورد اصابت گلوله قرار گرفت و بر اثر جراحات جان باخت. آکیرا کوروساوا در فیلم کاگه‌موشا این نظریه را به تصویر کشیده است.

### بعد از نبرد
با سقوط قلعه نودا، شبکه دفاعی میکاوا خاندان توکوگاوا فروپاشید و پایگاه‌های مهم خاندان توکوگاوا مانند قلعه یوشیدا و قلعه اوکازاکی در بحران قرار گرفتند. با این حال، ارتش تاکدا تهاجم را متوقف کرد و به دلیل بدتر شدن وضعیت شینگن به کای بازگشت و شینگن در راه مرد.
در ۱۰ مارس، ارباب قلعه، سوگانوما سادامیچی، در تبادل گروگان بین خانواده توکوگاوا و خانواده تاکدا آزاد شد.
بلافاصله پس از انتشار خبر مرگ شینگن، ایه‌یاسو دوباره قلعه ناگاشینو را تصرف کرد، اما قلعه نودا نیز در سال بعد (۱۵۷۴) توسط سوگانوما سادامیچی بازپس گرفته شد که یک بار دیگر به عنوان صاحب قلعه وارد قلعه شد.